# Långemåla
Långemåla är en småort i Högsby kommun i Kalmar län, kyrkby i Långemåla socken.

## Historia
Byn omtalas första gången i skriftliga handlingar 1378 då Erengisle Sunesson (båt) och hans hustru Ingrid Magnusdotter (Ulvåsaätten) testementerade jord i Långemåla ('aff Langamalom') till Vadstena kloster. 1447 hade Vadstena kloster två landbor i Långemåla. Under 1500-talet fanns två mantal tillhöriga Vadstena kloster, ett mantal frälsejord (från 1520 tillhörigt Ture Pedersson Bielke, senare Halsten Bagge och hans son Peder), ett arv och eget mantal jämte tre utjordar med tillhörande ålfiske,(åtminstone från 1538 tillhöriga Gustav Vasa), samt en skatteutjord. Från 1732 var Långemåla kyrkby i Långemåla socken.

## Samhället
I samhället ligger Långemåla kyrka, sporthall, idrottsplats/festplats och det bedrivs även förskoleverksamhet.

## Idrott
Långemåla IF är en idrottsförening som grundades den 27 februari 1921. Herrlaget i fotboll spelar säsongen 2025 i division 6.